# Holodomor – Bittere Ernte
Holodomor – Bittere Ernte (Originaltitel: Bitter Harvest) ist ein kanadisches Filmdrama des kanadischen Regisseurs ukrainischen Ursprungs George Mendeluk aus dem Jahr 2017. Der Film wurde in der Ukraine gedreht.

## Handlung
In Bittere Ernte kämpfen zwei Liebende, Yuri und Natalka, darum, die Hungersnot in der Ukraine in den Jahren 1932–1933, zu überleben. Dabei nimmt der Film in der Bewertung der historischen Ereignisse die Position ein, dass es sich bei dem Holodomor um einen Völkermord unter Josef Stalin handelt. Vor diesem Hintergrund kämpft im Film der junge Künstler Yuri aus einer ukrainischen Kosakenfamilie darum, Hunger, Verhaftungen und Qualen zu überstehen und seine Geliebte Natalka aus der Hungersnot zu retten. Nachdem Yuri aus einem sowjetischen Gefängnis ausbricht, schließt er sich dem antikommunistischen Untergrundsbewegung an. Dort arbeitet er mit Natalka an der Unabhängigkeit der Ukraine.

## Rezeption
Während der Spiegel den Film unter der Überschrift „Böse Russen, guter Mäzen“ kritisiert, entgegnet die Frankfurter Allgemeine Zeitung, dass der Film zwar kein filmisches Spitzenwerk sei, aber immerhin als erster Film den Versuch unternehme, ein Massenpublikum über die Ereignisse aufzuklären und hofft, dass weitere Aufarbeitungen folgen werden.